# Liga Internacional contra el Racismo y el Antisemitismo
La Liga Internacional contra el Racismo y el Antisemitismo, o Ligue Internationale Contre le Racisme et l'Antisémitisme (LICRA) en francés, fue establecida en 1927, y se opone a la intolerancia, la xenofobia y la exclusión. 
En 1927, el periodista francés Bernard Lecache creó "La Liga Contra los pogroms", y puso en marcha una campaña de los medios de comunicación en apoyo de Sholom Schwartzbard que asesinó a Simon Petliura el 25 de mayo de 1926 en el Barrio Latino de París. El tribunal que juzgó a Schwartzbard lo absolvió tras dar credibilidad a las acusaciones de este contra Petliura como responsable de numerosos pogroms contra judíos en Ucrania. Tras el juicio la liga se convirtió en LICA (Ligue internationale contre l'antisémitisme – o liga internacional contra el antisemitismo). Schwartzbard fue un destacado activista en esta organización. 
En 1931, LICA ya contaba con 10.000 suscriptores en toda Francia. Era un poder sólido durante la batalla entre las ligas en febrero de 1934. Después de 1932, LICA se convirtió en LICRA, pero el nombre fue cambiado oficialmente sólo en 1979 durante la presidencia de Jean Pierre-Bloch (1968-1992).
En septiembre de 1939, con el comienzo de la Segunda Guerra Mundial, numerosos suscriptores de LICRA se movilizaron, y muchos eran miembros de la Resistencia durante la guerra. Durante la ocupación alemana de Francia, LICRA fue prohibida por el gobierno Vichy y tuvo que reorganizarse clandestinamente para ayudar a las víctimas de medidas raciales nazis, en particular, escondiéndolos afuera de París, proporcionándoles documentos de identidad falsos, y ayudándoles a escapar a Suiza , España e Inglaterra.
En 1972, una ley autorizó a LICRA a proveer asesoramiento a las víctimas de actos racistas durante sus comparecencias ante el tribunal. LICRA recibió una considerable atención mediática durante el caso de LICRA vs Yahoo!, en la que presentó cargos contra Yahoo! por vender objetos nazis a las personas en Francia en violación de las leyes francesas, propuestas, aprobadas y utilizadas por y para LICRA.
LICRA sigue luchando contra el neonazism y la negación del Holocausto. Esto quedó demostrado cuando apoyó la pareja Klarsfeld, y durante el juicio de Klaus Barbie en 1987.
En los últimos años, LICRA intensificó sus acciones internacionales mediante la apertura de secciones en el extranjero, en Suiza, en Bélgica, en Luxemburgo, en Alemania, en Portugal, en Quebec y más recientemente en el Congo Brazzaville y en Austria.
Desde 1999, con la llegada del presidente Patrick Gaubert, LICRA ha ampliado su área de acción. Ahora se ocupa de cuestiones sociales como la discriminación en el trabajo, la ciudadanía y los jóvenes desfavorecidos.
Desde el año 2010 el nuevo presidente es Alain Jakubowicz.

## Comisiones
- La Comisión de Ayuda Psicológica apoya a las víctimas de actos racistas o antisemitas que se encuentran abrumados.
- La Comisión Jurídica examina y decide si de demandar o no a la habla o la escritura racista. También puede ayudar a las víctimas dándoles asesoramiento jurídico.
- La Comisión de la Juventud fue creada después de los eventos del 2002, con el fin de cumplir con su falta de suscriptores jóvenes. Realiza acciones locales y nacionales para que los jóvenes sean más sensibles a las cuestiones de racismo y el antisemitismo. Esta comisión reúne a los suscriptores de 16 a 30 años de edad, cada segundo domingo del mes.
- La Comisión de memoria, Derechos Humanos e Historia, creada en 1986, informa y capacita a todos los miembros de la LICRA. Sus acciones de prevención son:
  - información histórica de los miembros,
  - experiencia en materia de racismo o antisemitismo relacionada con libros, fotos y vídeos,
  - difusión del conocimiento histórico a los maestros y estudiantes.
- La Comisión Deportiva trata de mantener el deporte como herramienta de integración. Conduce las acciones de prevención a la violencia en los estadios. Lucha contra el comunitarismo, y en contra de aquellos que utilizan el deporte como medio de reclutamiento e infiltración. En Europa, LICRA representa a Francia en la red FARE.
- La Comisión de Educación, hace que los jóvenes sean más conscientes de los valores republicanos.

## Presidentes
- Bernard Lecache (1927-1968)
- Jean Pierre-Bloch (1968-1992)
- Jean-Pierre Pierre-Bloch, hijo de Jean Pierre-Bloch
- Pierre Aïdenbaum (1992-1999)
- Patrick Gaubert (1999-2010)
- Alain Jakubowicz (desde 2010)

## Objetivos y recursos
El objetivo de la LICRA es permanecer en estado de alerta permanente respecto a cualquier tipo de discriminación. Lucha contra el racismo cotidiano y la banalización de los actos xenófobos. Ayuda a las víctimas la mayoría de las veces no son consciente de sus derechos. Se presta atención a cualquier discurso racista en los medios de comunicación. No quiere en ningún caso alterar a la libertad de la prensa, pero solo para encontrar y corregir cualquier incitación de odio o discriminación . También se asegura de que cualquier documento negacionista se retire de la venta.

## Financiamiento
LICRA se financia principalmente por los subsidios estatales. Recibe cerca de 500.000 euros al año del gobierno francés.